# 拉维尔苏索尔拜
拉维尔苏索尔拜（法語：La Ville-sous-Orbais，法語發音：[la vil su.z‿ɔʁbɛ]）是法国马恩省的一个市镇，属于埃佩尔奈区。

## 地理
拉维尔苏索尔拜（48°57'41"N, 3°40'43"E）面积11.05 平方千米，位于法国大東部大區马恩省，该省份为法国东北部内陆省份，北起阿登省，西北接埃纳省，西南接塞纳-马恩省，南至奥布省，东南接上马恩省，东临默兹省。
与拉维尔苏索尔拜接壤的市镇（或旧市镇、城区）包括：伊尼-孔布利济、勒布勒伊、马尔尼、奥尔拜拉拜、韦尔东。

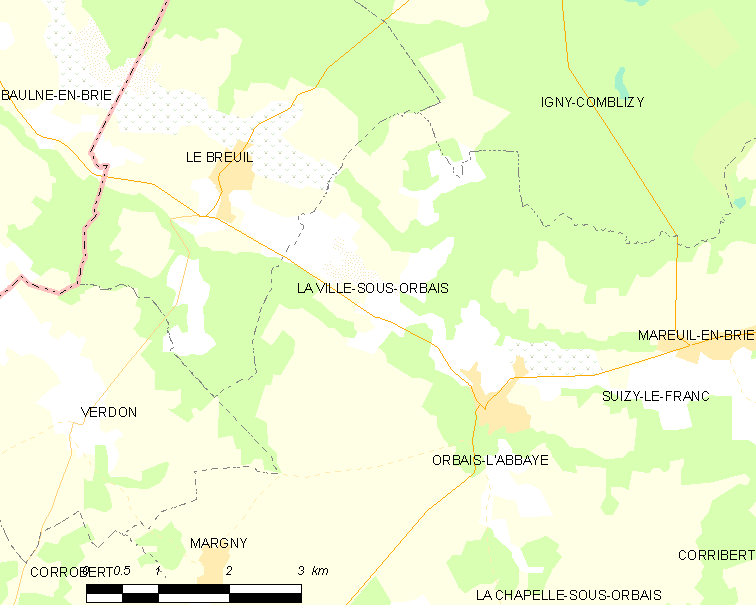
拉维尔苏索尔拜的OSM定位图

拉维尔苏索尔拜的时区为UTC+01:00、UTC+02:00（夏令时）。

## 行政
拉维尔苏索尔拜的邮政编码为51270，INSEE市镇编码为51639。

## 政治
拉维尔苏索尔拜所属的省级选区为多尔芒-香槟景县。

## 人口

1962-2008年间拉维尔苏索尔拜人口变化图示

拉维尔苏索尔拜于2022年1月1日时的人口数量为40人。